# Labibah Thabit
Labibah Thabit var en syrisk-libanesisk feminist. Hon nämns en en av den första kvinnorörelsens pionjärer i sitt land. 
Hon var medgrundare, och den första ordföranden för, Syrian-Lebanese Women's Union, som grundades 1924. Det var en pionjärorganisation för den organiserade kvinnorörelsen i Franska mandatet för Syrien och Libanon. 
Hon nämns som en av den syrisk-libanesiska kvinnorörelsens pionjärer vid sidan av Adèle Nakhou, Ibtihaj Kaddoura, Rose Shihaa, Evelyn Boustros, Laure Tabet, Najla Saab och Emily Fares Ibrahim. De tillhörde en grupp bildade sekulära kvinnor som hade fått utbildning av västerländska missionärer och lagt av sig slöjan, och som stödde självständighet från kolonialmakten, men som i likhet med samtida modernistiska arabnationalister menade att en ny självständig nation inte skulle bli framgångsrik om den inte inkluderade kvinnor bland sina aktiva medborgare.